# 中国における携帯電話
中国における携帯電話（ちゅうごくにおけるけいたいでんわ）について解説する。中華人民共和国の人口は10億人を超え、2012年5月で携帯電話の契約数は10億4072万件に達した。本ページの記述は、特に断らない限り、大陸部での携帯電話についてのものである。歴史的な経緯より、香港やマカオは、大陸部とは異なる、独自の発展経過をたどった。

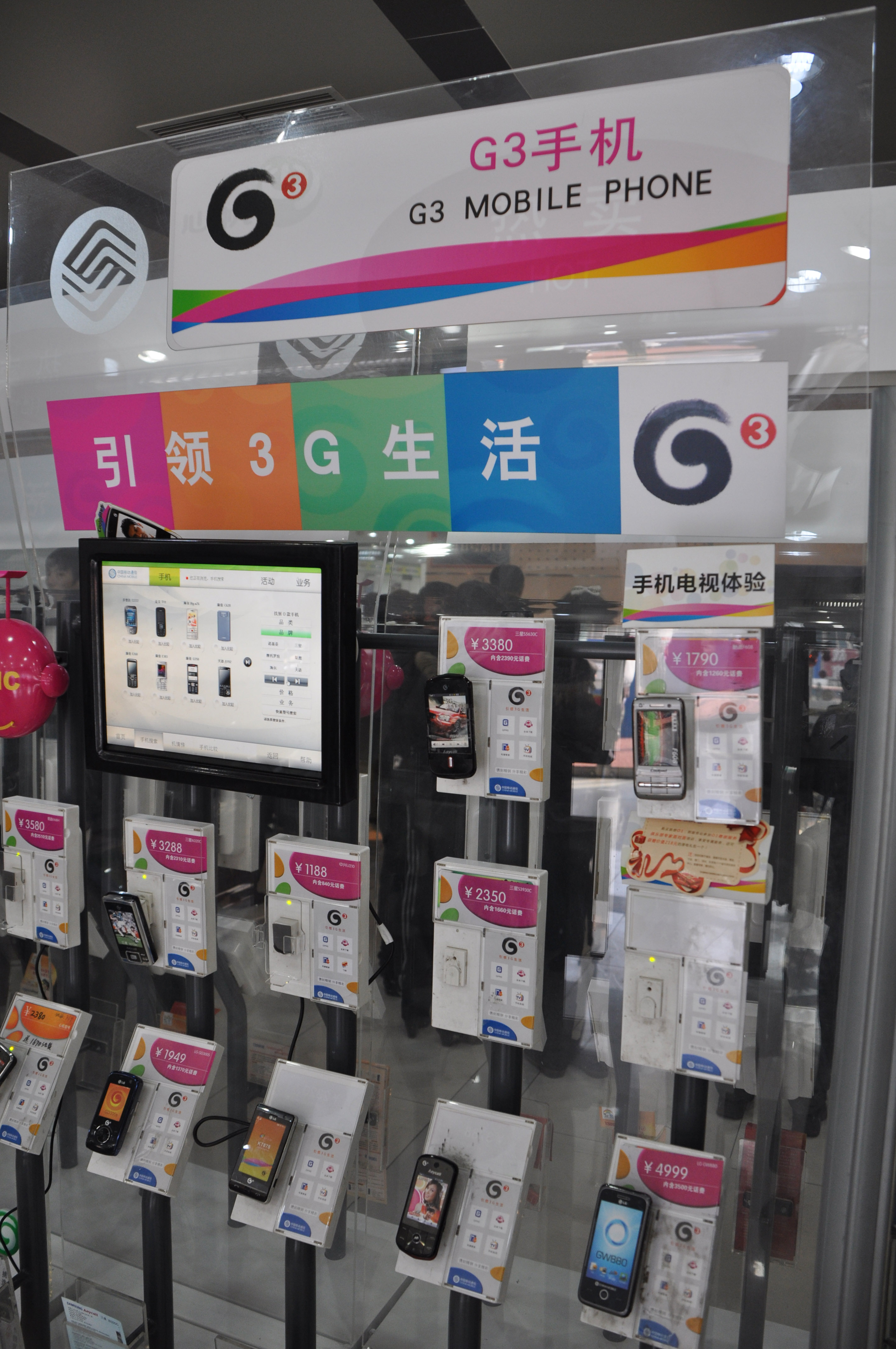
中国移動通信支店で3G TD-SCDMA 電話端末を展示（中国・大連で撮影、2010年2月）

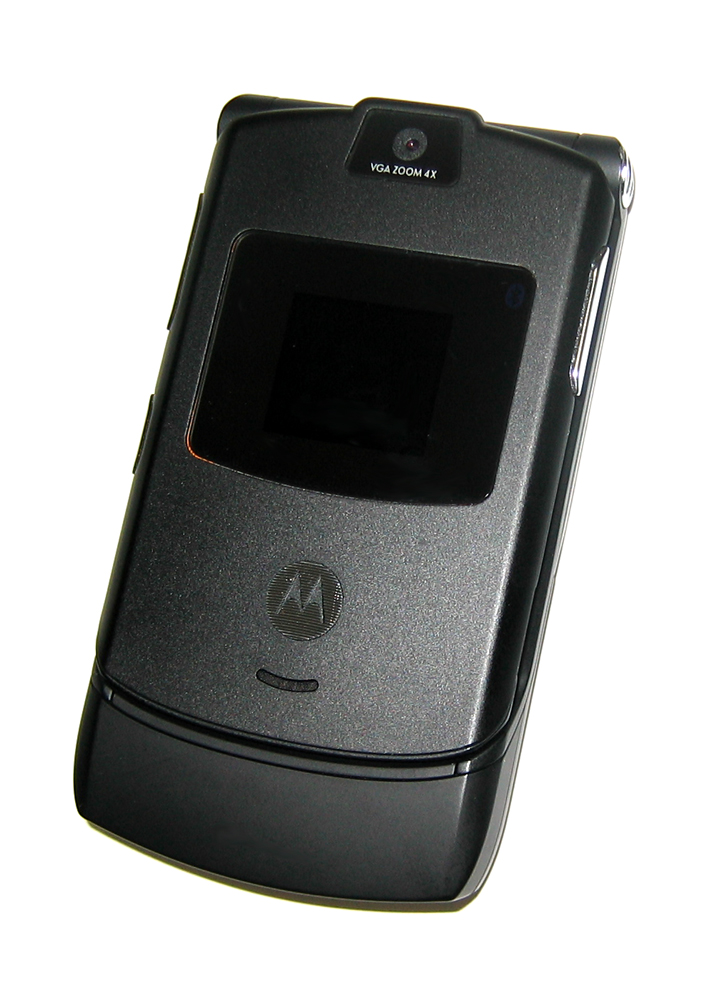
外国の会社の端末が人気。2006年発売のMotorola RAZRは一世を風靡した。（GSM用）

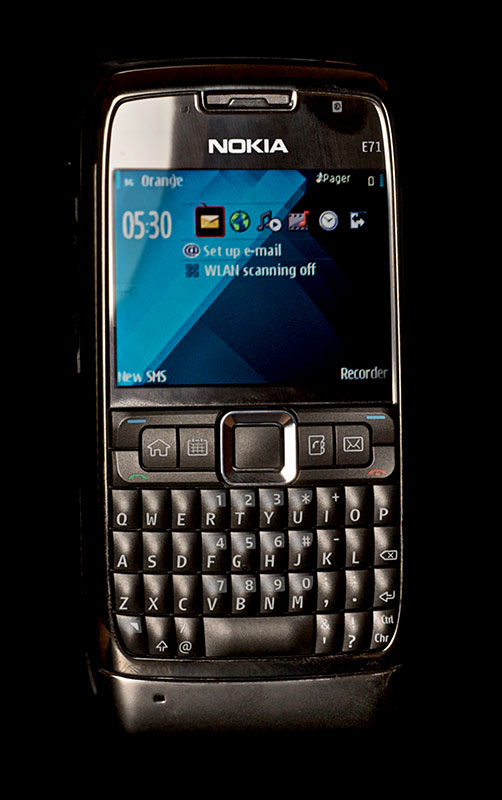
Nokia E71も人気で、さまざまなソフトがサードパーティーから出ている。（GSM/W-CDMA用）

## 歴史
中国の携帯電話サービスは1995年に郵電部がGSM方式により開始し、1996年に全国網がほぼ完成している。 2000年には中国郵電電信総局（China Telecom）から固定電話会社と携帯電話2社が独立し、2002年には固定電話会社は南北2社に分割された。北京オリンピックが行われた2008年までは、次の会社から携帯電話サービスが提供されていた。
- 旧中国移動通信（China Mobile）：GSMによるサービス
- 旧中国聯合通信（China Unicom）：GSMおよび2002年から始まったCDMAによるサービス
- 旧中国電信（China Telecom）および中国網絡通信（China Netcom）：PHSによるサービス
  - 本来はそれぞれ長江以南、長江より北の地域の固定電話会社で、PHS（中国語名称は「小霊通」）はこれら2社が発展著しい携帯電話市場に参加できる手段として使われた。

各社のシェアは中国移動通信（GSMを利用）が強く、次いで中国聯合通信（GSMが2/3でCDMAが1/3）、それから後で始まった固定電話会社2社（PHS）であった。中国では多数の人口を抱えながらも、固定電話のインフラが整っていない地域があり、近年は携帯電話保有台数の急増が続いている。2007年11月には、年間販売台数、年間生産台数ともに、世界一になり、契約数は2012年5月現在10億件を超えている。

## 現在の携帯電話サービス会社
北京オリンピックがあった2008年4月から、中国移動通信は主要8都市で中国独自のTD-SCDMAによる第三世代携帯電話（3G）の公開テストを行った。同年12月に翌年の3G本免許を前にして、電気通信会社の再編が行われた。
- 新中国移動通信 （China Mobile）
  - 旧中国移動通信のGSMサービスを引き継いだ。中国鉄道通信も合併し、3GはTD-SCDMAを使う。3.9Gは、TD-LTEを採用。
- 新中国聯合通信 （China Unicom）
  - 中国聯合通信のGSMサービスを引き継いだ。旧中国網絡通信の業務（中国北部の固定電話サービスと小霊通サービス）を合併し、3GはW-CDMAを利用する。3.9Gは、LTEを採用予定（TD-LTEのライセンスは取得済みで、バーターでLTEのライセンス発行を受けてサービス予定）。
- 新中国電信 （China Telecom）
  - これまでの中国南部の固定電話サービスと小霊通を引き継いだ。また、旧中国聯合通信のCDMAサービスを引き受け、3GはCDMA2000 1x（CDMA2000 1xRTT）を利用し、3.5GはEV-DOを利用する。また3.9Gは、LTEを利用する予定（TD-LTEのライセンスは取得済みで、バーターでLTEのライセンス発行を受けてサービス予定）。

以上3社は、2009年に3Gの本免許を与えられて、同年3Gサービスを開始した。中国移動のTD-LTEは2013年12月にサービス開始され、他の2社はTD-LTEのライセンス自体は中国移動と同時に取得済み。2014年以降に、LTEのライセンス取得の前後して、TD-LTEサービスが開始される予定としている。

## 中国の携帯電話産業
広い国土の中国で携帯電話サービスをするには、携帯電話に関する研究機関、電話網を設置する会社など、多くの機関・企業が関係している。無線通信は現在、国務院・工業和信息化部の管理下にある。3GのTD-SCDMA技術については、もともと郵電部電信科学技術研究院で開発され、現在は大唐電信科技（en:Datang Telecom）で開発が継続されている。
電話網の設置には携帯電話サービス会社3社以外に、国内、外国会社が多く関係している。
| - 中興通訊(ZTE) - 華為技術(HUAWEI) | - エリクソン - シーメンス |

また、こうした中国の携帯電話産業は国内だけでなく、アジア（パキスタンなど）・アフリカ（エチオピアなど）の諸国を中心に、海外での電話網の構築もキーターンキー方式で手掛けていて、国際的な経験も豊富になってきている。

## 端末
市場規模が大きいため、ハイエンドからローエンドまで、国内会社・海外会社の多種多様な端末が提供されている。
| 中国国内資本の会社 （元外資系含む） - 華為技術 （HUAWEI） - 歩歩高 (BBK) - Vivo - OPPO - OnePlus (一加) - Xiaomi (小米科技) - 魅族科技 (Meizu) - 中興通訊 （ZTE） - レノボ (聯想) - モトローラ （摩托羅拉） - BlackBerry(黒苺) - Blackview - 寧波波導 (en:Ningbo Bird) - ハイアール（海爾） - TCL集団 - 多普達（en:Dopod） - スマートフォンで有名。 - 康佳（en:Konka Group｝ - OUKITEL - UMIDIGI (优米) - ELEPHONE - DOOGEE | 外資系の会社 - ノキア （諾基亜） - 北京に研究所と工場、南京に工場がある - サムスン電子 （三星） - LGエレクトロニクス - ソニーモバイル（索尼） - Apple（蘋果） - シャープ（夏普） - フィリップス（飛利浦） - グーグル - 中国聯合通信向けのAndroid搭載端末 （モトローラとサムスンから発売） |

中国国内市場のシェアはVivo(18%)、Apple(16%)、OPPO(16%)、Xiaomi(12%)、Honer(9%)となっている（2020年)
新機能、新スタイルの端末は発売当初は値段が高く、次第に実勢価格が下がり、1・2年後には半値以下になることがよくある。また、SIMカードを2つ入れられる端末も使われている。これはPHSサービスの値段が安くなった、CDMAが中国電信に移ってから電波が届きにくくなったなど、さまざまな理由で使われている。
また、中国の山寨文化（模造品の文化、山の中の要塞でこっそり作るのでこのように命名）が携帯電話用の端末におよんでいる。一般に「山寨手機」と呼ばれている模造品も街中では非公式に売られている。模造品の端末機の値段も、機能も、品質もさまざまであり、人気のノキア、モトローラ、iPhoneなども、低価格で売っているところもある。

### 端末選び
日本とは違い、通信回線と端末のビジネスがほぼ完全に分離されている。そのため携帯端末とキャリアをそれぞれ選ぶ。インセンティブがないため、高性能端末は価格も高く、一般的なサラリーマンの月収の倍以上の端末もある。キャリアによっては、日本と同じように数年契約をすることで端末価格を割り引くことも行われている。
端末を購入できる場所には、道端の露店のようなところから、キャリア直営の大規模な販売店まである。保証を考えると有名電気店やキャリアの営業所などで購入することが望ましい。また、電子城または手機広場などと呼ばれる携帯電話マーケットなどへ行き、購入してもよい。どこの携帯電話サービス会社のサービスを受けるかを考えながら機種を選び、次に携帯会社とサービスを選ぶ。中古の携帯端末市場も発達していて、それを利用する人たちも多い。最近はインターネットで端末の売買をする人たちも多い。
海外から自分の携帯を持ち込み、中国で入手したSIMカードと組み合わせて使う人も多い。また、海外で売っている携帯端末を中国語で使えるようにして中国で販売するルートもあり（こうした製品は「水貨＝シュイフォ」と呼ぶ）、壊れた場合の修理には問題はあるが、そうした製品を使う人もいる。

### 各言語の入力
中国語入力システムには、ローマ字を使うピン音入力方法で中国語簡体字が一般に使われている。ほとんどの機種は香港・台湾で使われている中国語繁体字も表示することはできる。機種によっては、五筆輸入法や画面に小型ペンで字を書いて入力する方法、T9のような入力方式なども使われている。
英語モードでは、予測入力（Type ahead）または自働入力（automatic typing）と呼ばれる機能が搭載されている。例えば「sch」までを入力すると「school」、「scholar」、「scholarship」などの単語が表示され、入力途中で完全な単語を選べる。
日本語入力システムは中国で販売されている携帯電話では一般に搭載されていない。ヨーロッパのノキアやソニーモバイルコミュニケーションズの最近の機種はおおむね日本語も表示することはできる。日本語を入力するには、多言語対応のスマートフォンを使用する。BlackBerryやAndroid・iPhoneが中国でも発売されたため、これで中国語・日本語・その他の言語を使う人も出てきた。また、Windows MobileやSymbian OS搭載の端末では入力システムを追加して使うこともできる。NokiaのS60搭載端末用に「+J for S60」が販売されている。日本からGSMやW-CDMA端末を持ち込み、SIMロックを解除することで日本語入力システムを使うこともできるが、簡体字が入力・表示できず中国語端末とのSMSが使えないため注意が必要である。また、すべてのGSMやW-CDMA端末でSIMロックが解除できるわけではない。

## 携帯電話サービスの内容
携帯電話サービスの内容は各社とも複雑であるが、以下に簡単化して述べる。 下記は大連での中国移動通信に関する内容であり、省・市・事業者によってプラン内容が異なっているため必ずしも下記の通りではない。「相手からの電話着信は無料」とあるのは、中国では伝統的に発信者と着信者がコストを折半してきており、最近までは着信にもコストがかかった。また、自分にかかってきた電話相手に一般的な呼び出し音ではなく自分の好きな音楽を流す（ドコモのメロディコールやau(KDDI・沖縄セルラー電話連合)・ソフトバンクの待ちうたと同様のサービス）「彩鈴」（ツァイリン）は毎月5元、SMSは「短信」（ドゥアンシン）と呼ばれ1通1角、写真を添付して送るのは「彩信」（ツァイシン）と呼ばれて1通5角である。なお、1元（ユェン）は10角（ジャオ）で、1元は現在約19円。

### 中国移動通信のサービス内容

#### 中国移動通信の2Gサービス内容
中国移動通信は以前、おもに市内向けにかけるユーザーのための「本地通」（ベンティートン）、おもに全国に電話するユーザーのための「神州行」（シェンジョウシン、「神州」は中国の美称）、海外にも電話する人のための「全球通」（チュェンジョウトン）のサービスがあったが、2010年1月現在次のサービス内容がプロモーションされている。
神州行（英文名：EasyOwn）
「神州行大衆カード実用套餐」は月額20元で、地元（本地）への電話は300分内は毎分2角、300分以上は毎回毎分3角で、相手からの電話受信は無料、相手番号の通知、彩鈴は無料。
「神州行長途カード」は月額20元で、地元への電話は毎分3角で、国内長距離電話は毎分1.5角で、相手からの電話受信は無料、相手番号の通知、彩鈴は無料。
「神州行長話カード暢聊套餐」は月額20元で、地元へは08:00〜21:00が毎分3角、21:00〜08:00は毎分2角、国内長距離電話は毎分19角で、相手からの電話受信は無料、相手番号の通知、彩鈴は無料。
全球通（GoTone）
「全球通58套餐精英版」は月額58元で、電話は地元（本地）でも国内長距離でも200分、パケット通信量は10MBまで、彩鈴が無料。現在、地元への電話はさらに30分、パケット通信量はさらに30MBをサービスしている。「全球通88套餐精英版」は月額88元で、400分まで無料など、「全球通128套餐精英版」は月額128元で、700分まで無料など。
動感地帯（M-Zone）
「動感地帯」（ドンガンディダイ、生き生きした場所という意味）は比較的新しい、若者向けのサービスで、月額25元で、SMSは300件まで、パケット通信量は30MBまで無料。電話は地元（本地）へ200分、パケット通信量は10MB、彩鈴が無料。電話は地元向けに08:00〜21:00（月〜金）が毎分3角、21:00〜08:00（月〜金）、土・日は毎分2角。他に、学生向けの特別サービス（校内では無料）などもあり、インスタントメッセンジャーのQQに携帯電話で参加するのにもよく使われている。
以前の「本地通」（月額料金なし）、「神州行」、「全球通」も、すでに契約したユーザーにはサポートしている。

#### 中国移動通信の3Gサービス内容
中国移動通信は2009年からTD-SCDMAで3Gサービスを行なっている。3Gの本格稼働の初年度から、ノートパソコン会社と共にデータ通信端末をノートパソコンにバンドルし、どこでも使えるようにしたキャンペーンを展開している。現在、次のようなサービス内容になっている。
動感地帯網聊套餐G3版
利用は毎月25元で、市内の電話は08:00〜21:00が毎分3角、21:00〜08:00は毎分2角、SMSが300件、受信、無料。現在、電話およびテレビ電話が50分、パケット通信量が30MBまで、無料。学生用割引（校園版）料金もある。
全球通88套餐G3版など
全球通88套餐G3版は、毎月88元で、電話およびテレビ電話が全国へ200分、彩鈴、パケット通信量500MBが無料で、市外での電話料が毎分2角、など。その他、:全球通128、188、228、288、388、588、888套餐G3版（電話およびテレビ電話の無料時間が徐々に増えて、パケット通信量は388套餐以降は1GB）がある。
電話以外では、ノートパソコンにUSB接続して使うデータ通信端末を聯訊が製作したものを販売している。9か月使えて、値段は1300元。上りは384Kbps、下りは2.9Mbpsで、900/1800/2100/2025MHzをサポート。遼寧省で使えて、遼寧省以外では利用料金が高くなる。

### 中国聯合通信のサービス内容
2011年1月現在、2GのGSM方式(900 MHz、1800 MHz、1900MHz帯)と3GのWCDMA方式(1900 MHz、2100 MHz)でサービスを提供している。

#### 中国聯合通信の2Gサービス内容
中国聯合通信の2Gは、GSMのサービスを行なっている。
世界風
新勢力
如意通
地域によっては、様々な料金プランがあります。

#### 中国聯合通信の3Gサービス内容
中国聯合通信は2009年からW-CDMAで3Gサービスを行なっている。
中国聯通の3G回線で契約している場合も使用している携帯電話端末が対応していれば、電波状況に応じて中国聯通の2G回線を使用した通話、SMS、データ通信(GPRS、EDGE)も別途契約せずに利用可能である。
| 月額料金（元） | 電話（分） | パケット通信量（MB） | テレビ電話（分） |
| -------------- | ---------- | -------------------- | ---------------- |
| 96             | 240        | 300                  | 10               |
| 126            | 320        | 400                  | 15               |
| 156            | 420        | 500                  | 20               |
| 186            | 510        | 650                  | 20               |
| 226            | 700        | 750                  | 25               |
| 286            | 900        | 950                  | 30               |
| 386            | 1250       | 1300                 | 50               |
| 586            | 1950       | 2000                 | 100              |
| 886            | 3000       | 3000                 | 180              |

- 電話超過は毎分1.5角、テレビ電話超過は毎分9角、パケット通信量超過は毎MBにつき3角。
- 学生用の毎月66元のサービスもある。

#### 中国聯合通信の4Gサービス内容
中国聯合通信は2014年からFDD-LTEおよびTD-LTEで4Gサービスを行なっている。
中国聯通の4G回線で契約している場合も使用している携帯電話端末が対応していれば、電波状況に応じて中国聯通の3Gと2G回線を使用した通話、SMS、データ通信(W-CDMA、GPRS、EDGE)も別途契約せずに利用可能である。
| 月額料金（元） | 電話（分） | パケット通信量（MB） |
| -------------- | ---------- | -------------------- |
| 76             | 200        | 400                  |
| 106            | 300        | 800                  |
| 136            | 500        | 1024                 |
| 166            | 500        | 2048                 |
| 196            | 500        | 3072                 |
| 296            | 1000       | 4096                 |
| 396            | 2000       | 6144                 |
| 596            | 3000       | 11264                |

- 電話超過は毎分1.5角、パケット通信量超過は毎MBにつき3角、1GB超過した場合、200MBにつき12元。
中国聯合通信の4G自由組合プラン
電話、パケット通信量自由に組み合わせることができます。
-パケット通信量
-100MB/8元、300MB/16元、500MB/24元、1GB/48元、2GB/72元、3GB/96元、4GB/120元、6GB/152元、11GB/232元
-パケット通信量超過は毎MBにつき2角
-電話
-200分/32元、300分/40元、500分/56元、1000分/112元、2000分/160元、3000分/240元
-電話超過は毎分1.5角
-SMS/MMS
-200/10元、400/20元、600/30元
-超過は毎件1角
携帯電話以外では、中興通訊製のノートパソコンにUSB接続して使うデータ通信端末を販売している。12か月使えて、値段は1000元。毎月150時間、1.5GBまで使えて、これを超えると毎時6元かかる。上りは460Kbps、下りは7.2Mbpsで、中国全土で同じ利用料金で使える。
| プラン名 | 料金（元） | パケット通信量                                                                            | 電話（分） |
| -------- | ---------- | ----------------------------------------------------------------------------------------- | ---------- |
| 大冰神卡 | 199        | 無制限（月使用量が40GBに超えると、速度が7.2Mbpsに制限され、100GBを超えたら256Kbpsになる） | 無制限     |
| 小冰神卡 | 99         | 無制限（月使用量が20GBを超えると、速度が2Mbpsに制限される。                               | 300        |

SMSは別料金として、0.1元一件を徴収される。

#### 中国電信の2Gサービス内容
中国電信の2Gは、CDMAでサービスを行なっている。

#### 中国電信のPHSサービス内容
「小霊通」（PHS）はこれまで固定電話会社が携帯電話事業に参加できるように発展してきたもので、いまは中国電信が引き受けている（ただし、旧中国網通が手がけていた小霊通は、中国聯通が譲受している）。番号体系は固定電話と同じである（例えば、遼寧省大連市では0411-xxxx-yyyy）。同一市区内では使えるが、他の市区ではエリアであっても使用不可能で、また過疎地域・離島などでは圏外で使えない場合が多い。
利用費用は一般的に安く、毎月18元の使用料で、電話料が毎分1角、SMSが1通1角。以前はSMSを他のキャリアへ送れなかったが、数年前から同じ費用で送れるようになった。2009年から、PHSを普通の携帯電話へ変更するキャンペーンが行なわれている。

#### 中国電信の3Gサービス内容
中国聯合通信は2009年からCDMA2000 1x（CDMA2000 1xRTT）で3G（3.5GのEV-DO(Rev.A・Rel.0)含む）サービスを行なっている。
携帯電話以外では、華為技術製のノートパソコンにUSB接続して使うデータ通信端末を販売している。12か月使えて、値段は1020元。毎月133時間（毎日50分間）使える。上りは1.8Mbps、下りは3.1Mbpsで、市内（大連市）で使えて、市外では利用料金が高くなる。

### SIMカードの入手
すべての携帯端末はSIMカードを使っているので、SIMカードの入手がすなわち携帯電話サービス会社との契約となる。これには、端末を買ってから、脇にある携帯電話サービス会社のデスクへ行き、携帯会社のサービスから自分に合ったものを選び、身分証またはパスポートを見せて、SIMカード所有権証と一緒に入手する。
SIMカードは街中のマガジンスタンドなどでも売られている。旅行者など使い捨てとする場合は、書類への記入などもなく、すぐに手に入るため便利である。本来は身分証明書を持って購入するものであるため、他人の名義で契約されている。そのため長期間継続使用する場合はキャリアの窓口で購入した方がよい。継続使用する場合は、使用開始したあとに銀行やキャリアの窓口で2回ほどそのカードにチャージしてからチャージ証明書を持ってキャリアの事務所へ行き手続きをすれば、所有権を自分のものに変更できることもあるが、地区や担当者によっても対応が異なる。キャリアがSIMカードを使用停止にする可能性もある。

### 支払い方法
以下、支払い方式は契約内容や契約した省、地域により可能なものと不可能なものがある。
- プリペイド式（先払い方式。パスポートがあれば外国人でも簡単に契約可）。

1. 契約している携帯電話会社の営業所で現金、銀聯カード、クレジットカードなどでの支払い。
2. 契約している携帯電話会社のウェブサイトから中国の銀行のインターネットバンキング、クレジットカードで入金。
3. 街角の「移动电话充值卡」などの表記がある商店、雑誌/新聞スタンド、コンビニ、スーパー、携帯電話ショップ街、パソコンショップ街など各所で販売されている携帯電話の入金用プリペイドカード（充值卡）を買って入金専用電話番号に電話して入金する。携帯電話会社のウェブサイトからも入金できる。
4. 淘宝網などにあるインターネット上の店舗で各金額の入金用パスワードを購入して入金専用電話番号に電話して入金する。
5. 携帯端末の決済システム（手机钱包＝中国移動の場合）の残金からの支払い。

などの方法がある。
携帯電話会社によっては全国共通で使える入金用プリペイドカードもあるが、基本的には地域ごとにその地域で契約したSIMカードにしか使えない地域専用の入金用プリペイドカードが多い。自身が契約した地域以外や国外からの入金は、インターネット経由で支払う場合以外は、あらかじめ充分に入金しておくか、友人、知人など自分が契約した地域に滞在している人に連絡して代理で入金してもらうなどの方法を取る必要がある。
- ポストペイ式（後払い方式）の場合。

1. 中国移動は外国人の契約には企業や中国人の保証人が必要、中国聯通は契約地域に住所があれば500元の保証金を払うことで契約可（2010年10月現在、上海市の場合。地域により制限が違う可能性あり）。
2. 請求書を持って契約している携帯電話会社の営業所、コンビニなど請求書に表記された支払い可能な店舗で支払う。
3. 予め設定した中国の銀行口座からの自動引き落とし。

### 電話サービスの問合せと利用明細
中国移動通信に例を取ると、携帯電話で10086が問合せ番号である。中国語、あるいはいくつかの都市では英語や日本語で対応できる。現在のプリペイド料金の状況は、この番号に「113」（地域によって異なる）のみを書いたSMSを送ると、すぐ今月のこれまでの利用料金と現在の残金が中国語で返信される。
毎月10日ごろ、次のような内容で前月の使用料金の報告がSMSで送られてくる。（地域によって異なる）
簡体字: 您的09年12月话费总额56.50月基本费0.00增值业务费14.6语言通信费51.90集团客户业务费0.00代收费0.00补收费0.00减免10.00直接回复“1”可免费查询话费分项明细
日本語漢字：您的09年12月総額56.50, 月基本費0.00, 増値業務費14.60, 語言通信費51.90, 集団客戸業務費0.00, 代収費0.00, 補収費0.00, 減免10.00, 直接回複“1”可免費査詢話費分項明細
何日・何時何分に、どこへ電話して、いくらかかったかの状況は、上のSMSに対して「1」を返信すると送られる。また、インターネット上や各キャリアの事務所にある特殊な機械で、パスワードを使って調べることもできる。

## 中国における携帯電話の特徴
- GSM、TD-SCDMA、W-CDMA、PHSなど複数の通信方式がある。
- ほぼすべての人たちはプリペイド契約で利用している。ポストペイド契約もあることはあるが、利用されていない。[要検証 – ノート]
- ロシアなどと同様に、これまでは月額料金はなく、着信時も費用を半額負担していた。2007年ころより月額料金を払い着信時には費用を払わなくてよい方式も導入されて、新規契約者は後者の利用が多いが、大多数の人たちはまだ半額負担している[要出典]。
- 公共交通、病院など場所や音量を問わず通話をする。規制や通話を控えるように促すアナウンスは日本独特のもので、中国も含めて外国ではない。
- 携帯電話機の製造販売と携帯電話サービスの提供会社が独立して営業しているが、日本のように携帯電話会社による月額料金＋電話機本体の月賦でのセット販売も多少ある。
- 政府が料金を統制しており、日本と比較して全体的に低コストで携帯電話を利用できる。
- 農村部では固定電話インフラの代替として普及を進めているため、利用開始時期が早いGSM方式では山奥や高所でも携帯電話会社の基地局が建設されていて通話ができる。
- 一般の携帯電話番号は、初めの番号はすべて1で、全部で11桁である。小霊通（PHS）はこれまで固定電話会社が提供してきたので、固定電話と同様に市外局番のあと8桁（大都市）または7桁（中小都市）で、市外局番の例としては、北京が010、上海が021、大連が0411などである。
- SMSがすべての携帯会社へ相互に通じている。携帯電話でのインターネットEメールは一般的ではない。
- 中国移動通信のサービス「動感地帯」などでインターネットの利用が増加している。
- 電話の相手に呼び出し音ではなく、音楽を流すメロディコールのようなサービス（中国語：彩鈴＝ツァイリン）も存在している。

## 携帯電話における問題点
- 携帯電話機の窃盗品の販売も盛んである。これはSIMカードを交換すれば端末を問題なく使用できることや、携帯機の中古市場も盛んなことが原因と思われる。
- 携帯電話機の盗難と同時に、SIMカードも中古として出回ることも多い。SIMカードについては、名義が自分のものであれば、すぐ身分証またはパスポートを持って携帯電話会社の事務所へ行くと、プリペイドカードの残金と一緒に前と同一電話番号で再発行され、盗難したSIMカードは無効にされるので、被害は少ない。
- 「山寨手機」と呼ばれる有名メーカの携帯電話機を模倣した低品質、高品質の模倣製品が大量に製造販売されている。
- ブランド品の偽物の電池が大量に出回っており、これによる爆発などの事故が起きている。

## 日中の間で
最近は日本と中国の間で人事の交流が盛んで、日本で携帯を使ってきた人が中国へいって携帯を使ったり、中国で携帯を使ってきた人が日本へいって携帯を使ったりするケースが増えている。日本も、中国もそれぞれ違った携帯電話の商習慣を培ってきたので、3Gの世代になったいまでも、携帯電話機を自由に使える環境ではない。

### 日本を出て、中国で携帯電話を使う
日本からの渡航者は、中国の携帯市場は大変おおらかな半面、プリペイド携帯以外はない市場とみがちである。こうした人たちが中国へ短期出張または旅行する場合は、日本の携帯サービス会社の国際ローミング・サービスを使うことが多い。これは、中国でSIMカードを入手して中国の携帯サービスを使う手間を省くためと、日本の会社が値段の比較的高い国際ローミングも社員に支払う習慣があるためといわれる。中国の会社では、社長から平社員まで携帯電話料金はすべて自分持ちで、会社に請求する習慣はない。ただし、国際ローミングをしている人に連絡するときは、当地の人は日本へ国際電話をかけねばならないので、中国では嫌われている。
中国に長く滞在する人は、中国の携帯端末を買って、中国の携帯サービスを使用する。中国の端末でのSMSは中国語またはローマ字であるので、上述のように日本語入力ソフトを自分で追加するか、また日本から持ってきた電話機（中国語はできない）を中国で使えるようにSIMロックをはずしてもらい（電子城などで100元くらいでやってくれる）、中国のSIMカードを入手して使う。多国語の入力に便利なBlackBerryやiPhone、Androidを持ち込む人もいる。

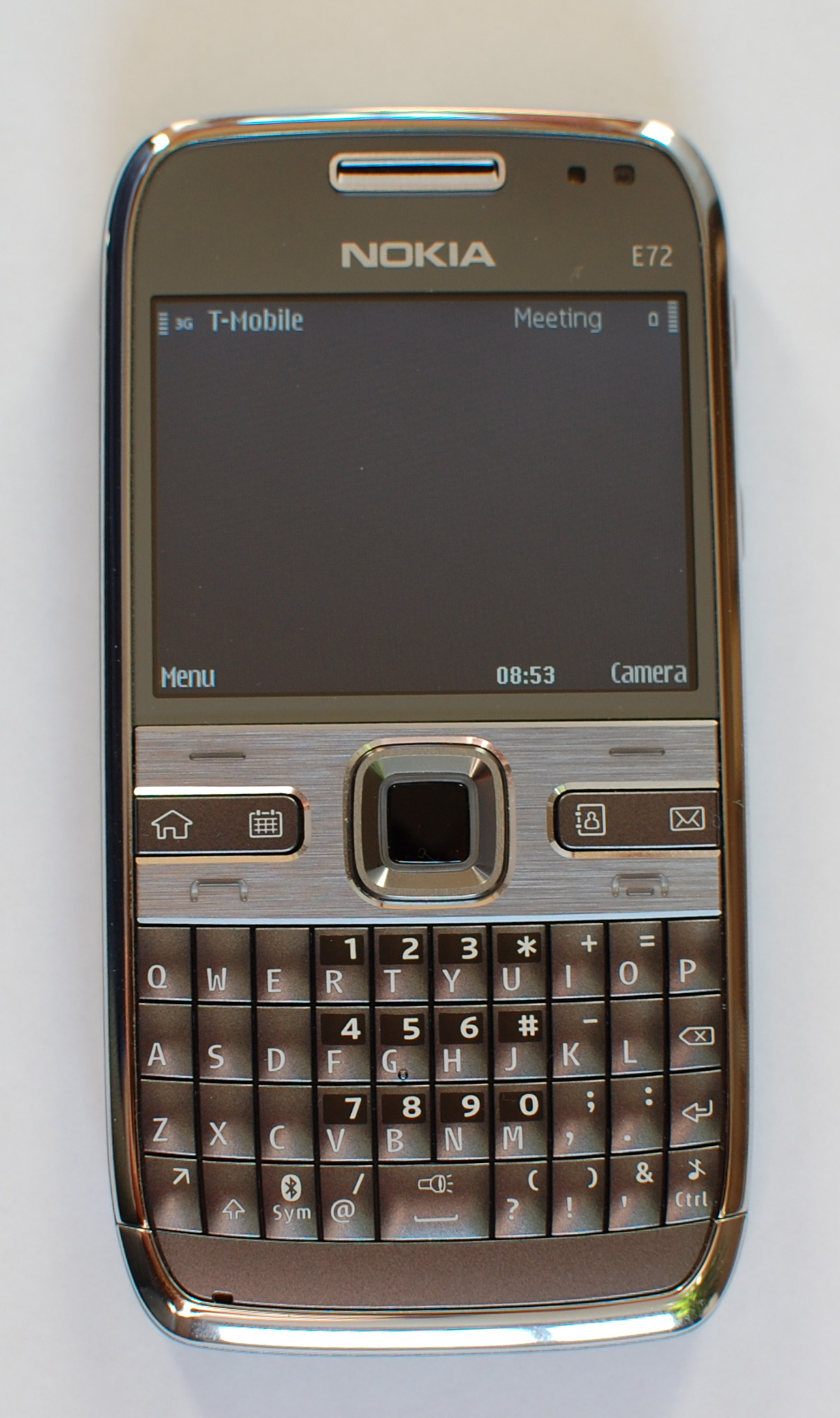
ドコモチャイナの日本語対応端末の1つNOKIA E72

#### 日本企業の取次ぎ販売
NTTドコモは上海に、現地法人として都客夢（上海）通信技術有限公司（ドコモチャイナ）を立ち上げた。2010年3月11日より、チャイナユニコムの回線を使って、日本語表記が可能な携帯電話の取次ぎ事業に参入した。これによりEメールやSMSが日本語で送受信できる。iモードやiチャネルも利用できる。2012年現在、取り扱っている機種はZTE、ファーウェイ、ソニーモバイル製のスマートフォンである。その他にモバイルWi-Fiルータも扱っている。またドコモサポートデスク上海や、ドコモサポートデスク北京などで保守サービスも行っている。ただし販売窓口はまだ上海のみである。またドコモチャイナのほかに、a2network社も中国でMVNOサービスを展開している。ただしデータ通信のみの提供で、モバイルWi-Fiルータのサービスであるベリーデータ定額 中国" を展開している。

### 中国から出て、日本で携帯電話を使う
中国の携帯電話環境に育った人たちは、日本の携帯市場は携帯端末と携帯サービス（SIMカードの入手）が十分分離されていない、未発達市場と見ていて、米国並みの独占禁止法もない携帯電話サービス会社主導の管理市場と見る人が多い。特に自分が慣れ親しんだ携帯を日本では使えない（SIMカードを売ってくれない）ので、残念に思っている人が多い。日本へ短期出張または旅行する場合は、国外出張はまだ珍しいせいもあり、中国あるいは日本で日本の携帯電話をレンタルして、日本へ持って行く人たちが多い。いくつかのGSMを使っている国用には、中国電信がその国で使えるプリペイドSIMカードを中国の空港などで売っていて、これを使って出張先の国から本国への連絡をしている。
中国から日本へ長期出張する人たちは、日本の携帯電話と携帯サービス（SIMカード）を入手してから、自分の（中国の）携帯電話端末へSIMカードを入れ替える以外に手はない。中国のiPhoneは中国聯合通信のサービスとバンドルして売り出しているが、法令によりiPhone 3GSまではWi-Fiを使えなくしているので、その意味と価格の点で日本のiPhoneは人気がある。
費用がかかるので、日本で国際ローミングをする中国の人は少ないが、日本での利用には国際ローミングに使用する各ネットワークに対応した携帯電話端末が必要である。国際ローミング中の通話料金は契約している中国の携帯電話各社の国際ローミング料金に準拠しており、国際ローミング中に使用できるサービス、料金体系は各社で異なっている。中国移動と中国聯通の契約者は、NTTドコモおよびソフトバンクモバイルのW-CDMA方式ネットワーク（随時、端末の設定で選択可）、中国電信の契約者はKDDIのネットワークに接続することができる。

## 用語集
| - 手機 (ショゥチー Shouji) - 携帯電話機 - 彩鈴 （ツァィリン Cailing） - かかってきた相手に音楽を流す機能 (通常は毎月5元) - 小霊通 (シャォリントン Xiaolingtong) - PHS - 遊戯 (ヨゥシー Youxi) - ゲーム - 動感地帯 (ドンガンディダイ Donggan Didai) - 生き生きした場所の意味で、中国移動通信のSMS、インターネット接続を多用するのに適した若者向けサービス名称 - 下載 (シァツァイ Xiazai) - ダウンロード - 上伝 (シャンジュァン Shangzhuan) - アップロード - 電子城 (ディェンツチェン Dianzicheng) - ビルまたは地下街がすべて電機・電子製品の店になっているところで、携帯電話を売る店も沢山ある - 手機広場 (ショゥジーグァンチャン Shouji guangchang) - 携帯電話販売の店が沢山あるビル全体またはビルの一角 - 充値 (チョンチー Chongzhi) - プリペイド携帯へ入金すること - 水貨 (シュィフォー Shuihuo) - 香港など海外用のものを中国で使えるようにしたもので、中国で（まだ）使えない機能を（先取りして）使えるようにしている。中国正規のものは「行貨」（ハンフォ Hanghuo） - 視頻 (シーピン Shipin) - テレビ電話 | - 打電話、接電話 (ダーディェンホァ Dadianhua、ジェディエンホァ Jiedianhua) - 電話をかける、電話に出る - 短信 (ドゥァンシン Duanxin) - SMS (通常は1通1角) - 発短信、収短信 (ファードゥァンシン Faduanxin、ショウドゥアンシン Shouduanxin) - SMSを出す、受ける - 彩信 (ツァィシン Caixin) - 写メール (MMS、通常は50KBまでで、1通9角) - 套餐 (タォツァン Taocan) - もともと昼食セット・夕食セットなどに使われるレストラン用語で、携帯電話の各種サービスをセットにしたプランのこと - 互聯網 (フーリェンワン Hulianwang) - インターネット - 郵箱 (ヨゥシァン Youxiang) - メールボックス、Eメール先 - 屏幕 (ピンムー Pingmu) - 端末の画面 - 鍵盤 (ジェンパン Jianpan) - キーボード - 藍牙 (ランヤー Lanya) - Bluetooth - 充電器 (チョンディェンチー Chngdianqi) - 充電用電源 - 三代 (サンダィ Sandai) - 第三世代携帯電話（3G） - G3 (ジーサン Jisan) - 中国移動通信が3G初年度の2009年に、ノートパソコンに3G機能を組み込んで共同販売した特別キャンペーン |